# أنكان بولدين
أنكوان كينميل بولدين الأب.. ( /ˈænkwɑːn/ ؛ من مواليد 3 أكتوبر 1980) هو لاعب كرة قدم محترف أمريكي سابق وكان متلقيًا واسعًا لمدة 14 موسمًا في الدوري الوطني لكرة القدم . لعب كرة القدم الجامعية لسيمينول ولاية فلوريدا وتم اختياره من قبل أريزونا كاردينالز في الجولة الثانية من مسودة اتحاد كرة القدم الأميركي لعام 2003 . بيلعب في مركز مهاجم, و لعب مع فريق بالتيمور رافينز وسان فرانسيسكو 49ers وديترويت لايونز .
كان بولدين هو أفضل لاعب مبتدئ في NFL لعام 2003، وتم اختياره لثلاثة Pro Bowls وفاز بـ سوبر بول السابع والأربعون مع فريق .بالتيمور الغربان وفي عام 2015، حصل على لقب رجل العام من والتر بايتون لخدمته المجتمعية.  على الرغم من عدم تعيينه في فريق كل العقد في NFL 2000، يعتبر بولدين على نطاق واسع أحد أعظم أجهزة الاستقبال الواسعة في العقد الأول من القرن الحادي والعشرين. 

## مهنة المدرسة الثانوية
لعب بولدين كرة القدم وكرة السلة وركض في مدرسة باهوكي الثانوية .  أدت قدرته على اللعب كلاعب وسط إلى حصوله على لقب السيد كرة القدم في فلوريدا في عام  خلال موسمه الأول ، احتفظ باهوكي بسجل الموسم العادي 10-0 بما في ذلك الفوز 34-14 على Glades Central في Muck Bowl السنوي.  بعد انتهاء الموسم، تم اختياره للفريق الأول في USA Today وحصل على لقب أفضل لاعب في فلوريدا لهذا العام . 

## مهنة الكلية
التحق بولدين بجامعة ولاية فلوريدا من سنة 1999 إلى سنة 2002. في موسم 2002، كان لديه تسع حفلات استقبال مقابل 175 ياردة ضد نوتردام ، وهي مباراة ثلاثية الهبوط ضد ولاية كارولينا الشمالية ، ولعبة هبوطين ضد المنافس فلوريدا .    تم تحويله إلى جهاز استقبال واسع من أجل الحصول على مزيد من وقت اللعب. في 23 مباراة على جهاز استقبال واسع، حصل على 118 تمريرة لمسافة 1790 ياردة (بمتوسط 15.2 ياردة لكل استقبال) و21 هبوطًا. 